# 新上五島町立有川中学校
新上五島町立有川中学校（しんかみごとうちょうりつ ありかわちゅうがっこう）は、長崎県南松浦郡新上五島町有川郷にある公立中学校。
略称「有中」（ありちゅう）。五島列島の中通島に位置している。

## 概要
歴史
1947年（昭和22年）の学制改革により新制中学校「有川町立有川中学校」として創立。有川地区唯一の中学校で、2012年（平成24年）に創立65周年を迎えた。
校区
長崎県南松浦郡新上五島町有川地区全域。
小学校区は新上五島町立有川小学校、新上五島町立東浦小学校。
校訓
「志学・共生・鍛練」- 2009年（平成21年）に制定。
校章
校名の「有」の文字を三本線の円（「川」の文字を図案化）と組み合わせ、中央に「中」の文字を置いている。
校歌
作詞、作曲ともに島内八郎による。歌詞は3番まであり、各番ともに校名の「有川」が登場する。

## 沿革
- 1947年（昭和22年）
  - 4月1日 - 学制改革（六・三制の実施）が行われる。
    - 国民学校の初等科が改組され「有川町立有川小学校」（修業年限6年）となる。
    - 国民学校の高等科は青年学校の普通科と統合され、新制中学校「有川町立有川中学校」（修業年限3年）となり、当面の間小学校に併設される。

  - 5月16日 - 長崎軍政府教育官ウィンフィールド・ニブロが視察のため来校。
- 1948年（昭和23年）4月5日 - 有川町立太田中学校と有川町立東浦中学校を統合。
- 1949年（昭和24年）
  - 8月10日 - 有川町立太田小学校に太田分校、有川町立東浦小学校に東浦分校を設置。
  - 10月1日 - 有川中学校本校の新校舎が完成。
- 1950年（昭和25年）4月 - 校歌・校章・帽章を制定。東浦分校の独立校舎が完成し、東浦小学校との併設を解消。
- 1951年（昭和26年）4月 - 校舎を増築。
- 1954年（昭和29年）4月22日 - 校旗を制定。
- 1956年（昭和31年）4月1日 - 太田分校が分離の上、有川町立太田中学校（再）として独立し、太田小学校に併設される。
- 1958年（昭和33年）4月1日 - 東浦分校と太田中学校を統合。太田地区の生徒は本校新校舎が完成するまでの間、太田小学校で授業を継続。
- 1959年（昭和34年）6月6日 - 鉄筋コンクリート造2階建ての新校舎が完成。
- 1960年（昭和35年）12月1日 - 太田・有川間でバスの運行が開始。
- 1962年（昭和37年）
  - 4月7日 - 鉄筋コンクリート造3階建ての新校舎が完成。
  - 12月4日 - 中学校を会場に大相撲巡業が行われる。佐田ノ山大関披露。
- 1963年（昭和38年）6月18日 - 体育館が完成。
- 1966年（昭和41年）3月10日 - 鉄筋コンクリート造3階建ての新校舎が完成。
- 1972年（昭和47年）
  - 1月17日 - 有川町学校給食センターの開設により、学校給食を開始。
  - 2月24日 - 特別教室が完成。
- 1977年（昭和52年）10月4日 - 週2回（火・金）の米飯給食を開始。
- 1983年（昭和58年）7月22日 - 長崎県中学校総合体育大会で野球部が優勝。
- 1987年（昭和62年）8月22日 - 全国中学校総合体育大会（三重県伊勢市）に陸上競技部が出場。
- 1988年（昭和63年）8月10日 - 2年連続で全国中学校総合体育大会に陸上競技部が出場。
- 1991年（平成3年）11月20日 - コンピュータを導入。
- 1992年（平成4年）5月 - ブラスバンドを結成。
- 1994年（平成6年）4月1日 - 有川町立崎浦中学校を統合。
- 1997年（平成9年）4月1日 - 有川町立神之浦中学校を統合。これにより有川町唯一の中学校となる。
- 2002年（平成14年）7月 - 新校舎が完成。
- 2003年（平成15年）3月 - 新体育館・新グラウンドが完成し、新校舎総合落成式を挙行。
- 2004年（平成16年）8月1日 - 新上五島町の発足により、「新上五島町立有川中学校」（現校名）に改称。
- 2009年（平成21年）- 校訓を制定。

## 部活動
運動部
- バスケットボール部（男）
- バレーボール部　（女）
- バレーボール部　（男）
- 軟式野球部
- ソフトテニス部（女）
- 卓球部
- 吹奏楽部
- 陸上競技部
- 卓球部と陸上競技部については部員数減少のため令和三年度末に廃部が決定

## 周辺
- 新上五島町立有川幼稚園
- 新上五島町立有川小学校
- 新上五島町役場 有川支所
- 五島振興局 上五島支局
- 新上五島警察署
- 新上五島簡易裁判所
- 長崎県上五島病院附属診療所有川医療センター
- ごとう農業協同組合（JAごとう）有川支店（有川農協）

## アクセス
最寄りのバス停
- 西肥自動車（西肥バス）五島営業所「有川」バス停

最寄りの港
- 有川港 - 佐世保港との間にフェリー・高速船が運行されている。

最寄りの空港
- 上五島空港 - 休港

最寄りの国道・県道
- 国道384号
- 長崎県道62号上五島空港線
- 長崎県道187号太田有川港線

## 参考資料
- 「有川町郷土誌」（1994年（平成6年）2月20日発行, 有川町郷土誌編集・編纂委員会）p.666-